# سهام للتأمين
سَهام للتأمين شركة تأمين مغربية عالمية أسست عام 1949 تحت اسم "Compagnie Nord-africaine et Intercontinentale d'Assurance".

## التاريخ
أسست سَهام للتأمين عام 1949. بعد 16 سنوات، أصبحت الشركة تابعة لصندوق الإيداع والتدبير.
في عام 1997، باعت الدولة حصتها في الشركة للمجموعة العربية للتأمين، التي أصبحت بذلك المساهم الأكبر بحصة 67 ٪.
في عام 2001، غيرت الشركة اسمها لتصبح «سينيا للتأمين» وأجرت مشروع كبير لإعادة الهيكلة.
تطمح «سينيا للتأمين»، التي تم شرائها سنة 2005 من قبل مجموعة «سَهام»، إلى أن تصبح فاعلا رئيسيا في مجال التأمين في المغرب. لذلك فإنها ستشتري، سنة 2006، «تأمينات السعادة».
في يونيو 2009، غيرت الشركة اسمها لتصبح «سينيا السعادة للتأمين».
في مارس 2014، غيرت الشركة ومجمع الشركات التابعة لها في أفريقيا والشرق الأوسط (ما عدا لبنان) اسمها لتصبح «سَهام للتأمين».

## البلدان المتواجدة بها
أنغولا
العربية السعودية
بنين
بوركينا فاسو
الكاميرون
الكونغو
كوت ديفوار
الغابون
غانا
غينيا
موريشيوس
كينيا
لبنان
مدغشقر
مالي
المغرب
النيجر
السنغال
توغو